# Masłowa Pristań
Masłowa Pristań (ros. Маслова Пристань) – osiedle w Rosji, w obwodzie biełgorodzkim, w rejonie szebiekińskim. W 2010 liczyło 5819 mieszkańców.

## Urodzeni
- Joazaf (Szybajew)